# Доленя дел Колио
Долѐня дел Ко̀лио (на италиански: Dolegna del Collio; на фриулски: Dolegne dal Cuei, Доление дал Куей, на словенски: Dolenje, Долене) е село и община в Северна Италия, провинция Гориция, автономен регион Фриули-Венеция Джулия. Разположено е на 90 m надморска височина. Населението на общината е 387 души (към 2011 г.).